# Saii, Lîpova Dolîna
Saii (în ucraineană Саї) este localitatea de reședință a comunei Saii din raionul Lîpova Dolîna, regiunea Sumî, Ucraina.

## Demografie
Componența lingvistică a localității Saii
     Ucraineană (98,16%)
     Rusă (1,22%)
     Alte limbi (0,48%)
Conform recensământului din 2001, majoritatea populației localității Saii era vorbitoare de ucraineană (98,16%), existând în minoritate și vorbitori de rusă (1,22%).